# Analmaaje
Analmaaje war ein nubischer König, der nach dem Ende der 25. ägyptischen Dynastie, vermutlich im 6. Jahrhundert v. Chr., über das Reich von Kusch herrschte.

## Herrschaft und Einordnung
Die genauen Regierungsdaten von Analmaaje sind nicht bekannt. Er wird in die napatanische Periode des Reiches von Kusch eingeordnet, die etwa vom 7. bis zum 3. Jahrhundert v. Chr. dauerte. In dieser Zeit regierten die nubischen Könige von ihrer Hauptstadt Napata aus.
In den Königslisten wird Analmaaje meist nach Malonaqen und vor Amaninatakilebte eingeordnet. Diese Reihenfolge ist jedoch nicht gesichert, da für viele Herrscher dieser Epoche nur wenige Belege existieren. Die Forschung verzichtet daher oft auf die Angabe konkreter Regierungszeiten.

## Grab

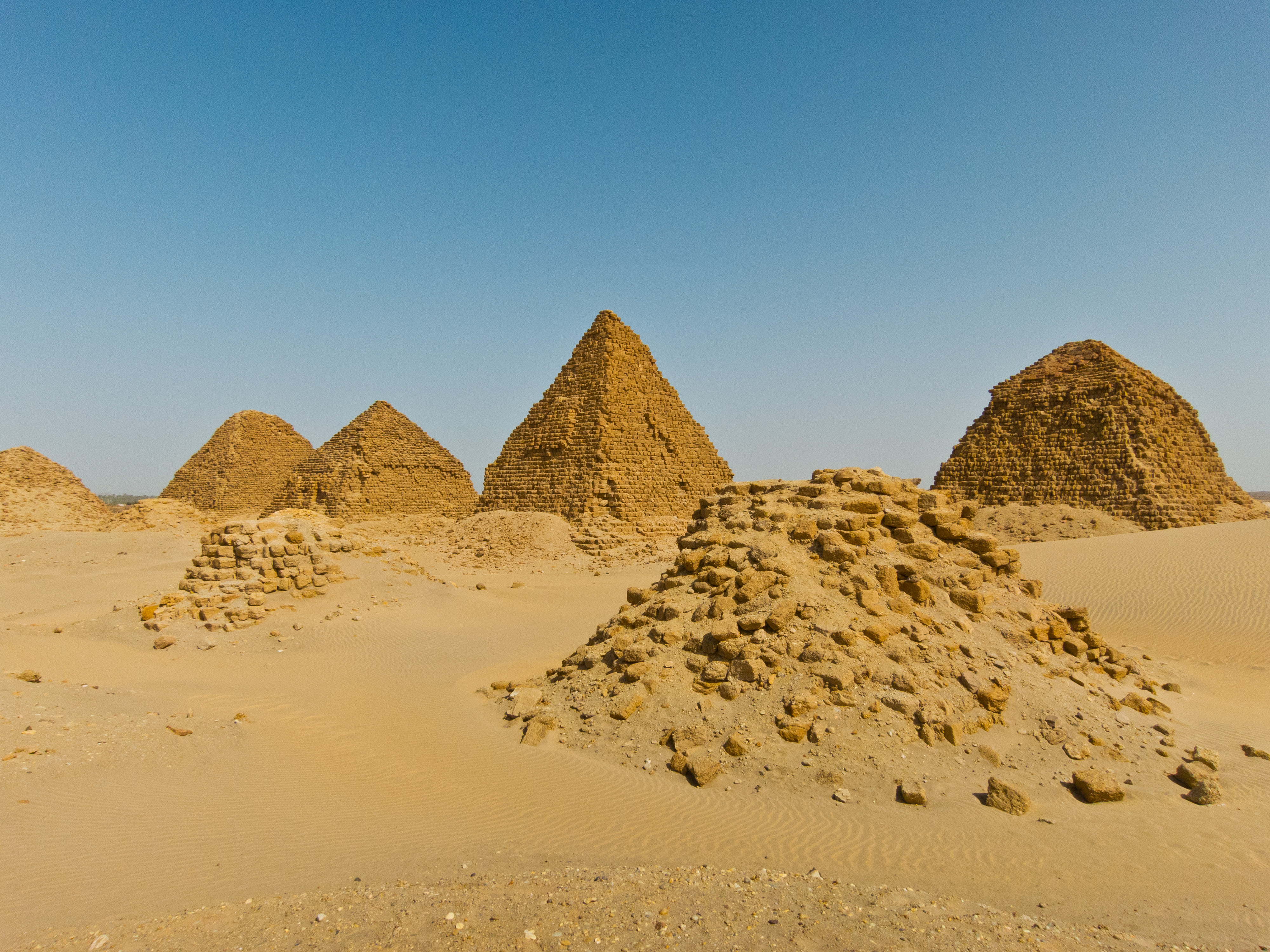
Pyramiden des Königsfriedhofes von Nuri. Die Ruinen im Vordergrund sind Nuri 18 (Analmaye) und Nuri 19 (Nasakhma).

Analmaaje ist bisher hauptsächlich durch seine Pyramide Nu 18 in der königlichen Nekropole von Nuri bekannt. Diese Grabanlage befindet sich in der Nähe der heutigen Stadt Karima im Nord-Sudan. Die Pyramide Nu 18 liegt im südlichen Bereich des Gräberfeldes.